# La Perle noire (film, 1946)
Pour les articles homonymes, voir La Perle noire.
Pour plus de détails, voir Fiche technique et Distribution.
La Perle noire (Bedelia) est un film britannique réalisé par Lance Comfort, sorti en 1946.  Il s'agit d'une adaptation du roman policier Bedelia, de la romancière américaine Vera Caspary, qui participe également à l’écriture du scénario. 

## Synopsis
Jeune mariée, Bedelia Carrington (Margaret Lockwood) passe une belle lune de miel à Monte-Carlo avec son nouveau mari Charlie Carrington (Ian Hunter). Cependant, un jeune artiste cultivé, Ben Chaney (Barry K. Barnes), commence à sonder son passé avec une étrange curiosité pour elle. Chaney est, en réalité, un détective privé qui soupçonne Bedelia d’avoir, dans le passé, assassiné trois autres maris pour toucher l'argent de l'assurance.

## Fiche technique
- Titre : La Perle noire
- Titre original : Bedelia
- Réalisation : Lance Comfort
- Assistant réalisateur : Rowland Douglas, Peter Price
- Scénario : Vera Caspary, Herbert Victor et Isadore Goldsmith (en) d’après le roman Bedelia de Vera Caspary
- Direction artistique : Duncan Sutherland (en)
- Photographie : Freddie Young
- Montage : Michael Truman (en)
- Costumes : Elizabeth Haffenden
- Musique : Hans May
- Production : Isadore Goldsmith (en)
- Société de production : British National Films
John Corfield Productions
- Pays d'origine : Royaume-Uni
- Langue : Anglais
- Format : Noir et Blanc - 1,37:1
- Genre cinématographique : drame, film policier, film historique
- Durée : 1 h 30
- Date de sortie :
  - États-Unis :8 juillet 1946
  - France : 1er septembre 1948

## Distribution
- Margaret Lockwood : Bedelia Carrington
- Ian Hunter : Charlie Carrington
- Barry K. Barnes : Ben Chaney
- Anne Crawford : Ellen
- Beatrice Varley (en) : Mary
- Louise Hampton (en) : Hannah
- Jill Esmond ...  Nurse Harris
- Julien Mitchell (en) : Dr. McAfee
- Vi Stevens : Mrs. McAfee
- Kynaston Reeves : Mr. Bennett
- Olga Lindo (en) : Mrs. Bennett
- John Salew (en) : Alec Johnstone
- Barbara Blair (en) : Sylvia Johnstone
- Daphne Arthur : Miss Jenkins
- Claude Bailey (en) : Capt. McKelvey
- Ellen Pollock : la gouvernante de McKelvey
- Henry De Bray : M.Martin
- Marcel Poncin : M. Perrin
- Michael Martin Harvey (en) : Abbé
- Sonia Sergyl : une autre gouvernante
- Aubrey Mallalieu (en) : Vicar
- Oscar Nation : un inspecteur de police

## Autour du film
- Une partie du film fut tournée dans les studios Ealing à Londres et une autre partie à Monaco. Dans le roman, l’action se déroule initialement aux États-Unis
- Il s’agit d’une adaptation du roman Bedelia de la romancière et scénariste américaine Vera Caspary qui fut publié en 1945 aux États-Unis. Ce livre est traduit sous le même titre et publié en France en 1946 dans la collection Un Mystère.